# Isola Sledge
L'isola di Sledge, chiamata dagli eschimesi Ayak, è una piccola isola del mare di Bering; si trova a 8,5 km dalla costa sud-occidentale della penisola di Seward, e 38 km a ovest dalla località di Nome, in Alaska (USA). Amministrativamente appartiene alla Census Area di Nome.
L'isola di Sledge è un'isola di origine vulcanica lunga solo 2,6 km e la sua massima altitudine è di 11 m. Fa parte della "Bering Sea unit" dell'Alaska Maritime National Wildlife Refuge.

## Storia
Fu nominata per la prima volta, il 5 agosto 1778, dal capitano James Cook, il quale racconta che fu chiamata "Sledge" (in inglese significa slitta) per il casuale rinvenimento appunto di una slitta sulla riva. Il nome eschimese "Ayak" ha lo stesso significato. Il capitano Frederick William Beechey (1831) fece osservare la singolarità del fatto che il nome inglese, dato casualmente, coincidesse con il significato di quello eschimese.